# Tuvaluanci
Tuvaluanci, polinezijski narod malajsko-polinezijske porodice nastanjen na otocima Ellice (Tuvalu) i manjim dijelom na Novom Zelandu, Kiribatima (otoci Gilbert), Nauruu i Fidžiju. Svih skupa ima ih oko 14,000, od čega najviše na 7 od 9 nastanjenih otočića Tuvalua: Nanumea, Niutao, Nanumaga, Vaitupu, Nukufetau, Funafuti i Nukulaelae. Svaki otok ima svoj vlastiti dijalekt, a oni na otocima Funafuti i Vaitupu postali su standardnim 'gana māsani' ili Te 'gana Tūvalu. Ostali otoci su Nui (govori se gilbertski) i Niulakita.
Narod Tuvalua živi od uzgoja kokosov oraha, pandanusa, banana, kruhovca i pulake (Cyrtosperma chamissonis). Ribe i mekušci tradicionalni su izvori proteina. U post-kontaktnom periodu uvedeni su na otoke svinje i kokoši, ali nije točno ustanovljeno kada se to dogodilo.
Tradicionalno, glavni ženski posao je izrada odjeće i hasura od pandanusa, dok se muškarci bave gradnjom kuća i kanua, izradom oruđa i drvorezbarstvom. U suvremenom tuvalu-društvu tradicionalni zanati i proizvodi zamijenjeni su suvremenom zapadnjačkom robom. Tek se očuvalo nešto obrta u izradi nakita od školjaka i drveta namijenjenih prodaji turistima. 
Tuvalu-društvo poznavalo je poliginiju, no ona je nestala utjecajem kršćanstva. Vjenčanja su najvažniji obredi Tuvaluanaca, a rastave su rijetke. Nuklearna obitelj ima virilokalno stanište sve do iza rođenja prvog djeteta. 

## Vanjske poveznice
- Tuvalu: Origins and Culture  Arhivirana inačica izvorne stranice od 14. svibnja 2008. (Wayback Machine)
- Tuvaluan (Te 'gana Tūvalu)